# (8812) Kravtsov
(8812) Kravtsov (1982 UY6) – planetoida z pasa głównego asteroid okrążająca Słońce w ciągu 4,28 lat w średniej odległości 2,63 au. Odkryta 20 października 1982 roku.